# All or Nothing: Tottenham Hotspur
All or Nothing: Tottenham Hotspur är en sportdokumentär som fokuserar på Tottenham Hotspur under säsongen 2019/2020. Dokumentären skildrar en svår säsong för klubben, börjat med uppsägningen av tränaren Mauricio Pochettino som sedan byttes ut med José Mourinho, och sedan hans försök till att vägleda laget under en i slutändan ouppfyllande säsong, med avbrott på grund av Covid-19. Den är en del av All or Nothing dokumentärserien med de första avsnitten släppta 31 augusti 2020, med resterande avsnitt släppta 7 och 14 september.
Serien är röstad av Tom Hardy.